# Wolf Spitzer
Wolf Spitzer (* 19. Februar 1940 in Speyer; † 19. Mai 2022) war ein deutscher Bildhauer.

## Leben
Von 1961 bis 1964 studierte Spitzer an der Staatlichen Forschungsanstalt für Gartenbau Weihenstephan. Anschließend besuchte er bis 1968 die Werkkunstschule Darmstadt. Bis 1971 studierte Spitzer dann in Wien bei Fritz Wotruba als Meisterschüler und bei Oswald Oberhuber. 1979/80 erhielt er einen Lehrauftrag an der Staatlichen Akademie der bildenden Künste Karlsruhe. Stipendien führten Spitzer nach Paris (Cité International des Arts), Rom (Casa Baldi, Olevano) und Florenz (Gaststipendium Villa Romana). Er war Lehrbeauftragter an der Staatlichen Akademie der Bildenden Künste in Karlsruhe.
Spitzer arbeitete als national und international freischaffender Bildhauer. Seine Hauptgebiete waren Porträts und sogenannte Bänderskulpturen aus Bronze oder Stahl. Seine Hauptthemen waren unter anderem das Judentum, das Christentum und das Anliegen um das Humanistische.
Wolf Spitzer starb am 19. Mai 2022 nach kurzer Krankheit im Alter von 82 Jahren. Er wurde auf dem Friedhof Speyer beigesetzt.

## Werke im öffentlichen Raum (Auswahl)
- Sediment (1975) im Kultusministerium Mainz
- Lichttor (1979) in Ludwigshafen am Rhein Rathausplatz
- Pangäa (1984) SüdWestFunk Baden-Baden Intendanz
- Prometheus (1984) in Mutterstadt[3]
- Kommunikation (1987) Fernmeldeamt (Deutsche Telekom) in Wiesbaden
- Lichtbänder (1989) LMK in Ludwigshafen am Rhein
- Praxis Pietatis (1990) in Schifferstadt[3]
- St. Nikolaus (1990) Großplastik in Duisburg[4]
- Sigillum (1992/93) Historisches Museum der Pfalz in Speyer
- Kopf-Stele (1993) „Giardino di Speyer“ in Ravenna
- Nikolaus (1993) in Speyer[5] Altstadt Sonnenbrücke
- Technologie Kopf (1994/95) Technologiezentrum in Ludwigshafen
- Raschi Kopf (1995) im Raschi Museum in Worms[6]
- Kopf Ernst H. Gombrich (1995) Kunsthalle in Mannheim
- Stahlbänder Brunnen (1995) SüdWestFunk in Mainz
- Raschi Statue (1996) Synagogenhof in Worms
- Schutz-Plastik-Glas (1996–99) Jüdisches Ritualbad, Mikwe in Speyer
- Schülerzyklus (1999) Paul-von-Denis Gymnasium in Schifferstadt
- Orpheus (2000) Musikalien Museum im Wilhelmsbau, Technikmuseum in Speyer
- Jüdische Gedenkstätte (2005) in Speyer Karlsgasse
- Erasmus Figur (2007) Universität in Mannheim H.-Vetter Gang / Rektorat
- Kopf Faun (2008/09) Historisches Museum der Pfalz (Weinmuseum) in Speyer
- Friedrich von Spee (2009) Domkapitel in Speyer
- Raschi Figur (2010) Museum SchPIRA in Speyer
- Menora (2012) Synagoge „Beith-Schalom“ in Speyer
- Johann Friedrich Butenschoen (2013) Evangelische Landeskirche der Pfalz in Speyer
- Die Weisen von Speyer (2013/14) Judenhof in Speyer
- Porträtbüste Helmut Kohl (2022), Garten des Speyerer Doms[7]

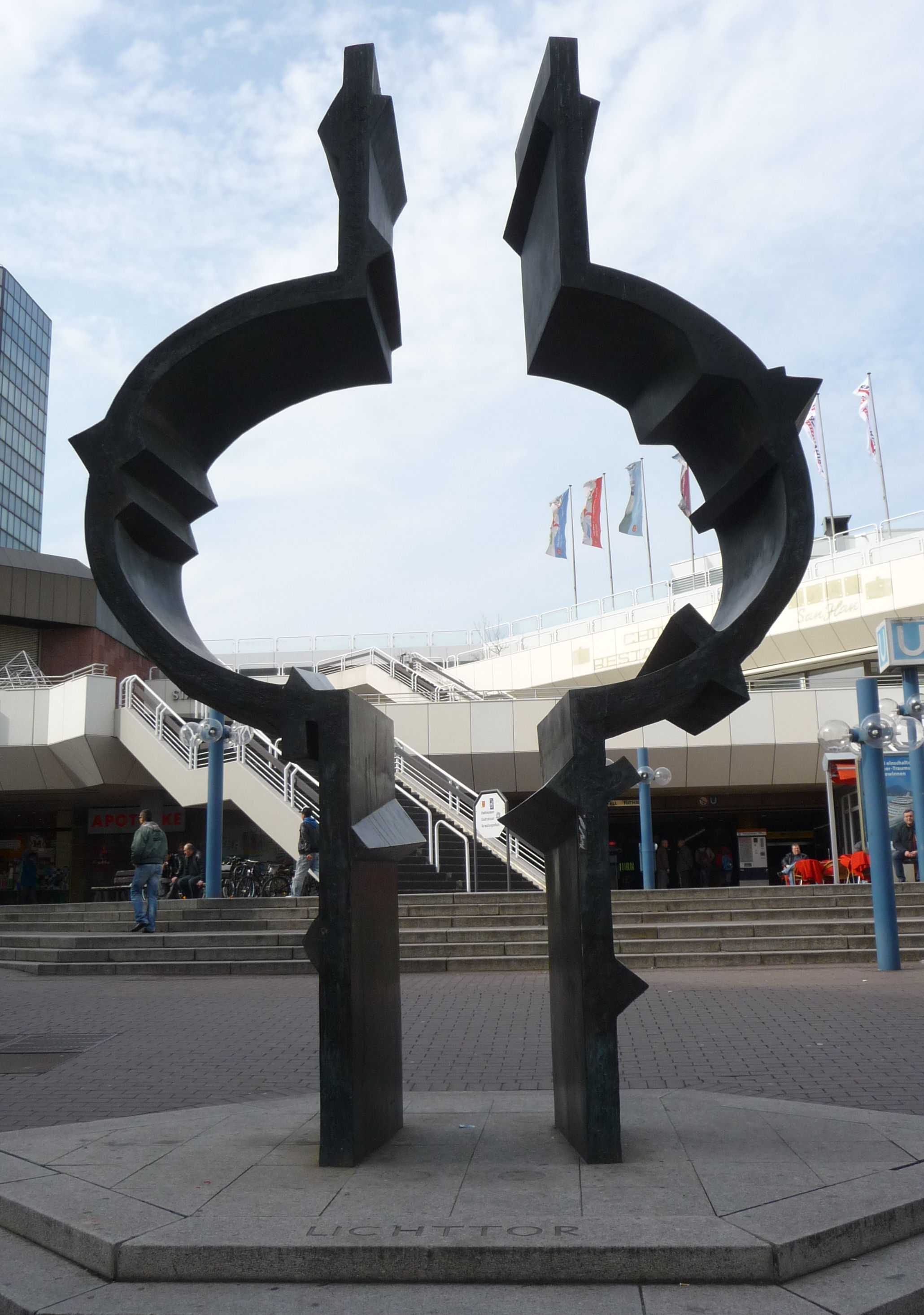
Lichttor
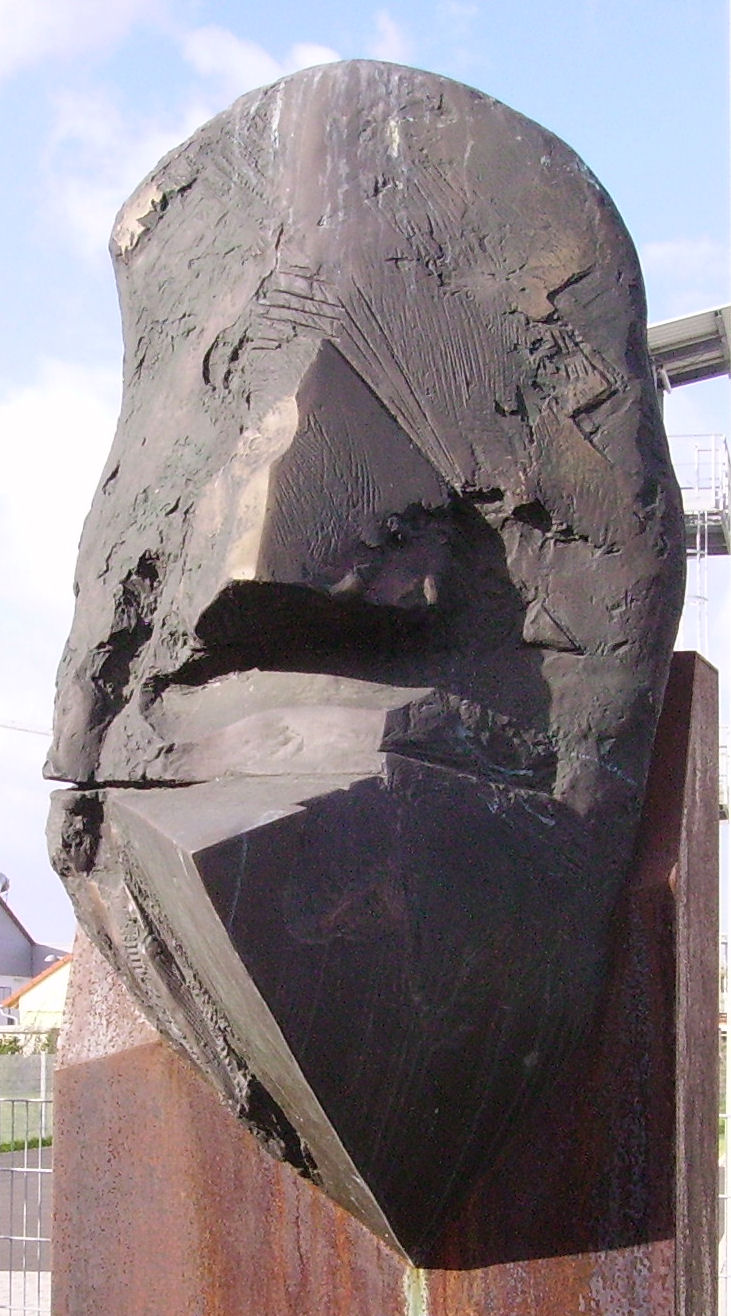
Prometheus
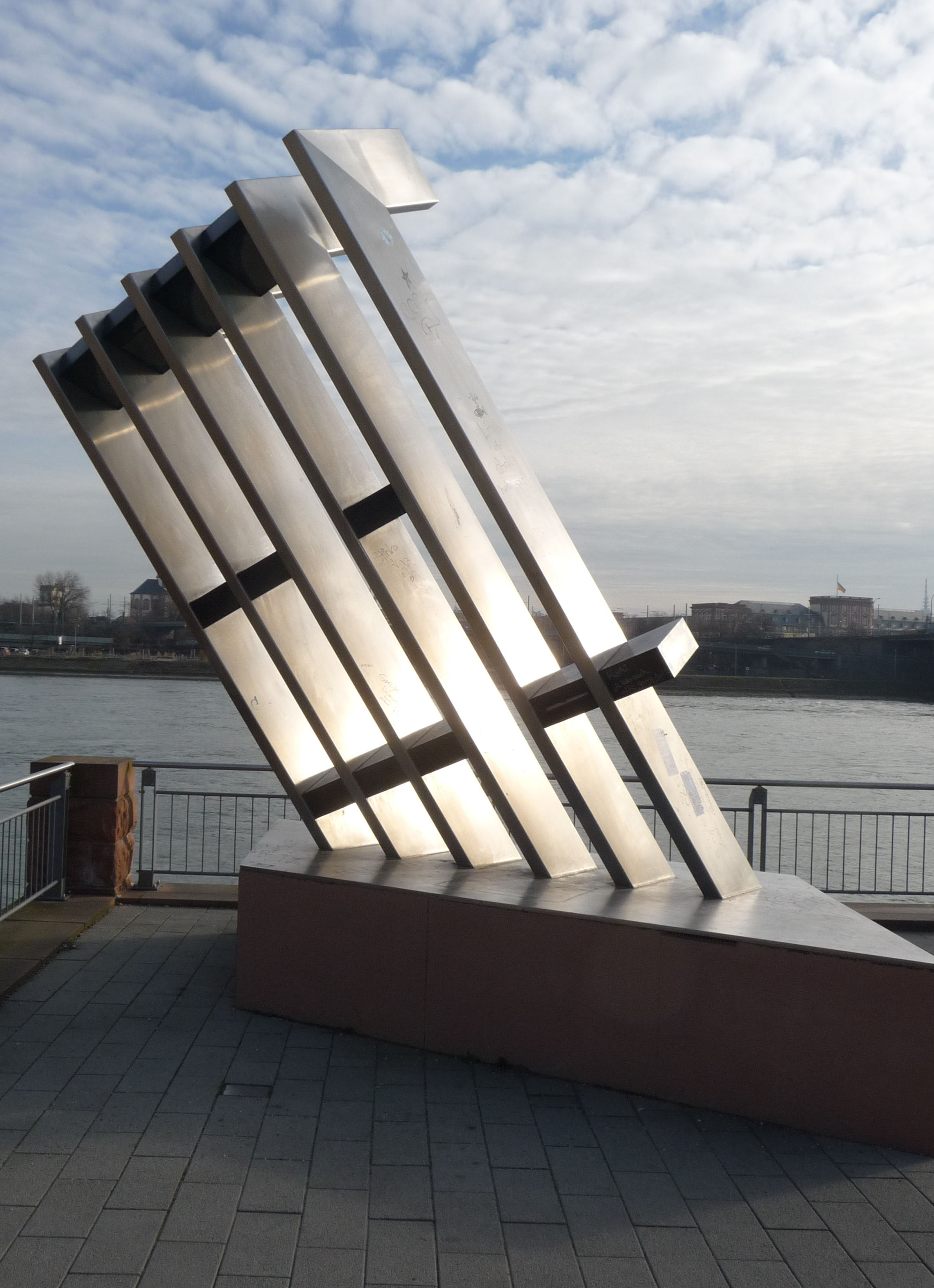
Lichtbänder
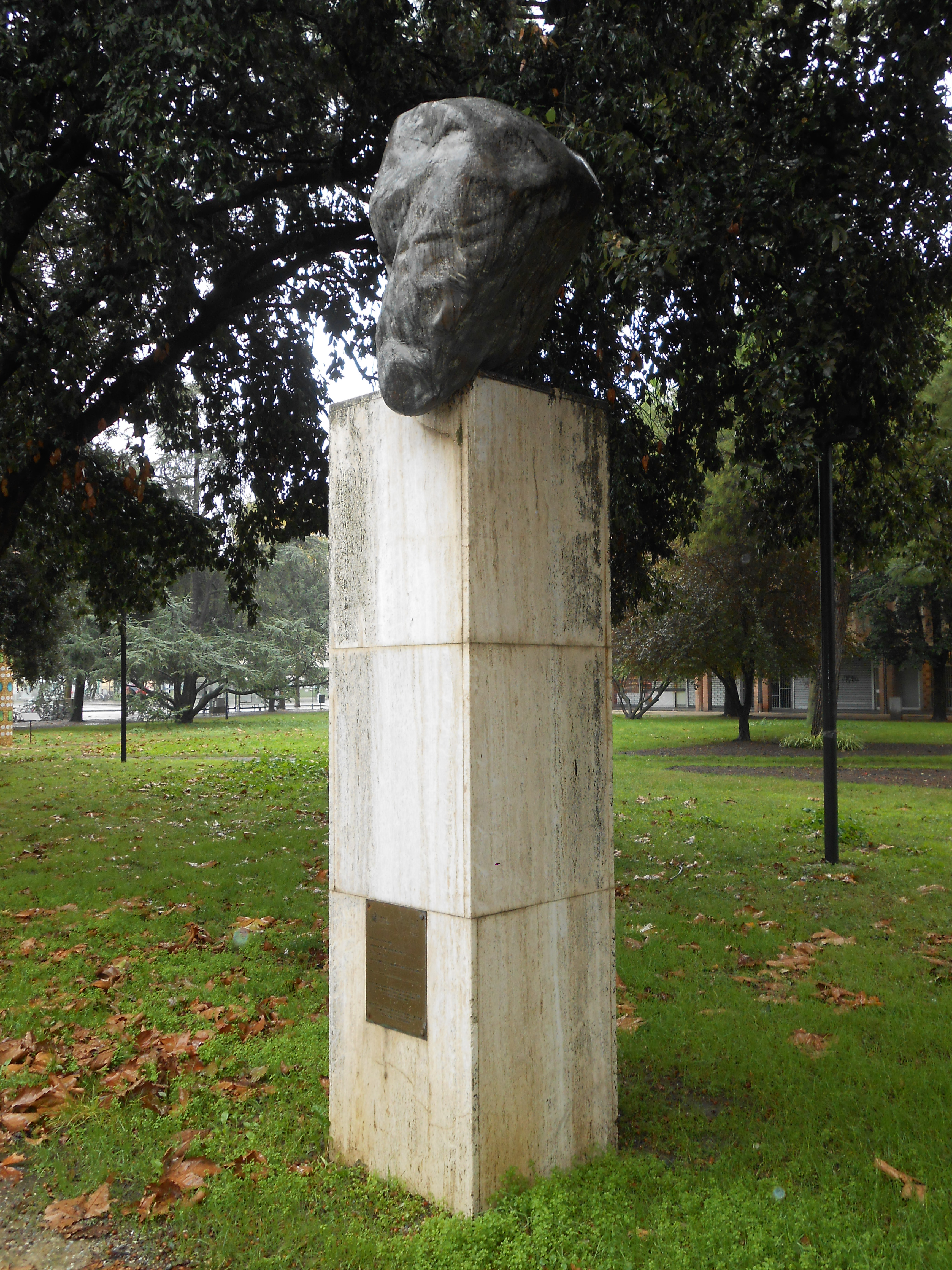
Kopf-Stele Ravenna
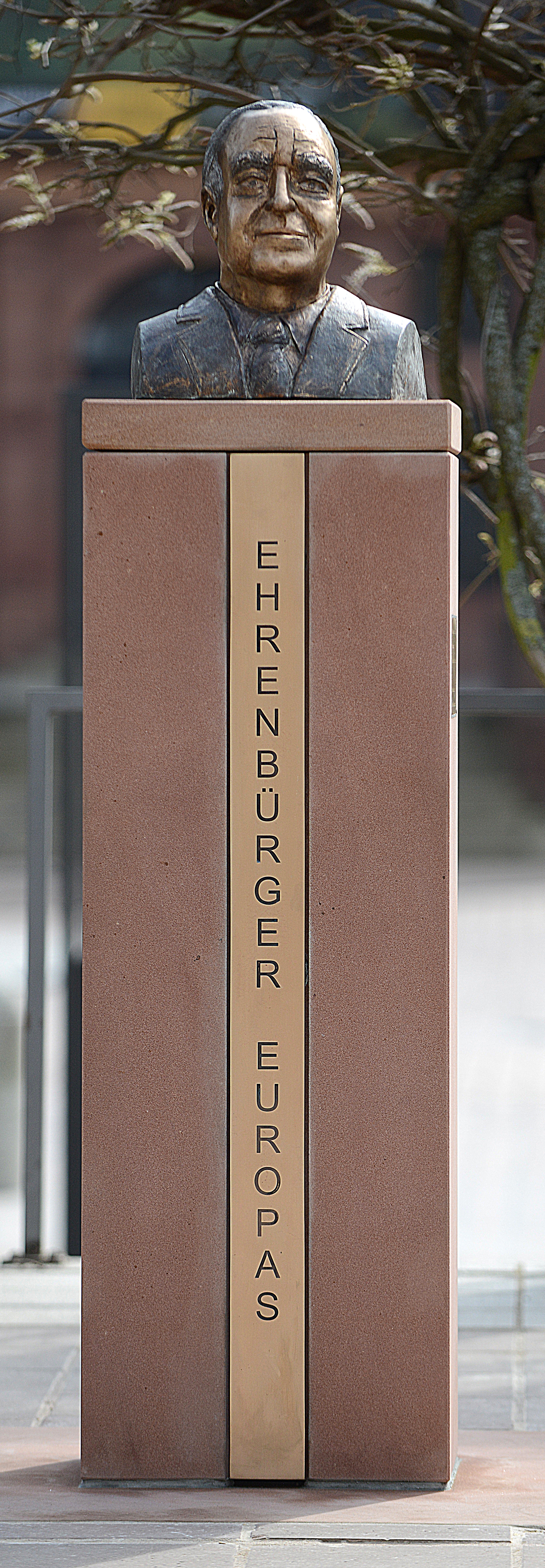
Dr. Helmut Kohl

## Einzelausstellungen (Auswahl)
- Umfassende Werkschau, Wilhelm-Hack-Museum in Ludwigshafen 1982
- Melanchthon, Luther, Erasmus – Porträts, Plastiken, Zeichnungen inkl. Katalog. 29. Oktober bis 27. November 1983 in Köln.[8]
- Teilnahme mit Humanisten-Porträts an der 600-Jahr-Feier an der Ruprechts-Karls-Universität in Heidelberg 1985
- Wesensporträts (Bronzen) „Erasmus“, „Karl V.“ und „Ph. Melanchthon“ in der Erasmus-Universität in Rotterdam 1985
- Unbewältigung, Ausstellung von Köpfe-Bronzen im Europaparlament in Straßburg 1985
- „Köpfe“ mit Joshua Ben Blumenberg im Holbeinhaus in Augsburg 1986
- Beitrag des Porträts „Mies van der Rohe“ in der Ausstellung „less is more“ in Aachen 1986
- Ausstellung „Spiegelungen“ gezeigt in der Synagoge Worms, Universität Heidelberg, im Europaparlament Straßburg und anlässlich des Musikfestivals von Gidon Kremer in Lockenhaus, Österreich 1988/90
- „Une discussion“ Claus Sluter und Wolf Spitzer, Maison de Rhénanie-Palatinat in Dijon 1993
- „Eine Begegnung mit Claus Sluter“ Landesvertretung Rheinland-Pfalz in Brüssel 1994
- „Köpfe“ Schloss Roskilde, Dänemark 1996
- „Köpfe – Passionszyklus“ Kirche S.Maria delle Croci in Ravenna 1997
- „Totentanz – Danse Macabre“ Celiers de Loens in Chartres und Historisches Rathaus in Breslau 1998/99
- „Köpfe gegen die Kopflosigkeit“ Landesvertretung Rheinland-Pfalz in Berlin 2003
- „Bänderbronzen“ Purrmann-Haus in Speyer 2003
- „La Divina Commedia“ anlässlich des DAV-Kongress, Ludwig-Maximilians-Universität in München 2006
- „La Divina Commedia“ Bibliothek Universität in Mannheim 2006/07
- „La Divina Commedia“ Casa di Oriani in Ravenna 2008
- Stationen in Speyer – Bronzeportraits von Speyerer Persönlichkeiten. 28. Mai bis 6. Juli 2008 im Purrmann-Haus, Speyer.[9]
- Totentanz. 30. September bis 23. November 2008 in der Krypta des Doms zu Speyer.[10]
- „Mathilde Vollmoeller-Purrmann (1876-1943). Berlin-Paris-Berlin“ Stiftung Kunstforum der Berliner Volksbank in Berlin (Ausstellungsbeteiligung) 2010
- Reformatoren Kleinbüsten – Philipp Melanchthon, Martin Luther, Johanns Calvin, Erasmus von Rotterdam – Europäische Melanchthon-Akademie in Bretten 2011
- „Salier-Köpfe“ im Historischen Museum der Pfalz in Speyer anlässlich der Ausstellung „Die Salier – Macht im Wandel“
- „SchUM, gestern – heute – morgen“ Vertretung des Landes Rheinland-Pfalz, Berlin 2012
- „Künstler sehen SchUM“ im Foyer des Landtages Rheinland-Pfalz in Mainz, im Historischen Museum der Pfalz in Speyer sowie im Raschi Museum in Worms 2013
- „Melanchthon Haus Wittenberg (mit Neubau)“ Präsentation des Melanchthon Kopfes sowie der Kleinbüste „Philipp Melanchthon“ in Wittenberg 2013
- Begleitausstellung von vier Reformatorenbüsten zum Ausstellungsprojekt „Macht des Glaubens“ im Kurpfälzischen Museum der Stadt Heidelberg 2013
- „La nuit des pauvres“ Carl Philipp Spitzer und Wolf Spitzer im Dialog, Städtische Galerie Speyer 2014
- „Passion Christi“ in der Krypta des Weltkulturerbes Dom zu Speyer 2015
- „Hommage an das Judentum“ Frank-Loebsches-Haus in Landau (Pfalz) 2015
- „Köpfe der Reformation“ Städtische Galerie Speyer 2017
- „Das Wesentliche seiner Kunst“ Städtische Galerie Speyer 2025 (Gedenkausstellung, kuratiert von seiner Familie)

## Preise
- 2009 Ehrenpreis der Ike und Berthold Roland-Stiftung